# Доначка гора
Доначка гора (словен. Donačka gora) је планина на истоку Словеније висока 884 метра, последњи остатак Караванки.

## Положај
Доначка гора лежи на истоку Словеније недалеко од границе са Хрватском у крају познаком као Козјанско, на терену двају општина Шмарје при Јелшах и Птуј. Карактеристична је по своја три врха (која се не виде са свих страна), због којих је зову „Штајерски Триглав“ и по оштром кречњачком гребену у смеру исток-запад на свом врху.
Северни обронци горе површине 27 хектара са буковом прашумом проглашени су 1965. резерватом природе 
 у којем се могу срести срне, дивокезе, дивље свиње и велики спектар разних птица. 
У подножју планине Доначка се налази око 40 напуштених каменолома кварцног песка, који је у прошлим вековима коришћен за изградњу кућа (капије и степеништа), капела, а и многе скуплтуре су прављене од њега, што је био значајан посао у прошлом веку. Од 1956. ова активност је престала.

## Име
Своје данашње име добила је по дрвеној црквици Св. Доната (пре тог се звала Рогашка гора вероватно по изгледу свог врха), која је некада стајала на неком другом месту, али је за време пожара 1740. изгорела и подигнута на данашњем месту. Римљани су је звали Mons Claudii.